# Nosalewice (gromada)
Nosalewice (od 31 XII 1961 Przedbórz) – dawna gromada, czyli najmniejsza jednostka podziału terytorialnego Polskiej Rzeczypospolitej Ludowej w latach 1954–1972.
Gromady, z gromadzkimi radami narodowymi (GRN) jako organami władzy najniższego stopnia na wsi, funkcjonowały od reformy reorganizującej administrację wiejską przeprowadzonej jesienią 1954 do momentu ich zniesienia z dniem 1 stycznia 1973, tym samym wypierając organizację gminną w latach 1954–1972.
Gromadę Nosalewice z siedzibą GRN w Nosalewicach utworzono – jako jedną z 8759 gromad na obszarze Polski – w powiecie koneckim w woj. kieleckim, na mocy uchwały nr 13d/54 WRN w Kielcach z dnia 29 września 1954. W skład jednostki weszły obszary dotychczasowych gromad Nosalewice, Przyłanki, Taras, Wygwizdów i Zuzowy ze zniesionej gminy Przedbórz w tymże powiecie. Dla gromady ustalono 19 członków gromadzkiej rady narodowej.
1 stycznia 1959 do gromady Nosalewice przyłączono wsie Chałupki, Gaj, Jabłonna, Policzko i Wymysłów, kolonie Policzko, Wyrębiska i Nowiny Dobromierskie oraz przysiółki Grobelka, Brzostek, Chojny Policzkowskie i Biały Brzeg ze zniesionej gromady Gaj w tymże powiecie; równocześnie siedzibę gromady Nosalewice przeniesiono do miasta Przedbórz.
Gromadę zniesiono 31 grudnia 1961 w związku ze zmianą nazwy jednostki na gromada Przedbórz.